# Kolsvedjastugan

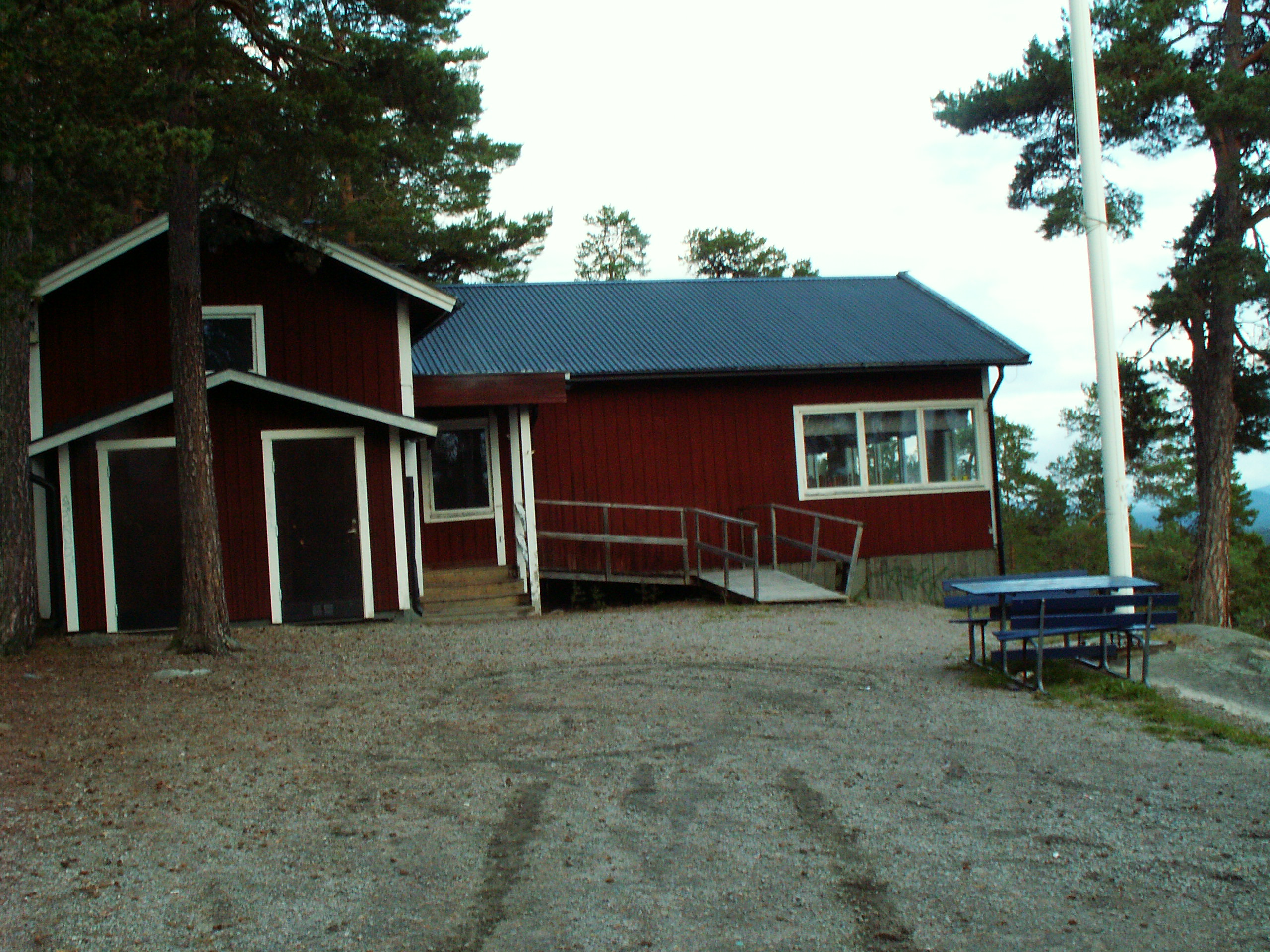
Kolsvedjastugan i september 2007.

Kolsvedjastugan är en byggnad på Kolsvedjaberget i Ljusdals kommun. Från stugan har man en mycket fin vy över orten Ljusdal. Stugan ägs av Ljusdals kommun.